# .cz
.cz is het achtervoegsel van Tsjechische internetdomeinnamen. De registraties worden uitgevoerd door CZ.NIC en worden verwerkt via een netwerk van aangesloten registrars.
Voor de scheiding van Tsjechoslowakije in 1993 werd het domein .cs gebruikt.